# Aderald
Aderald (falecido em 1004) era um cônego e arquidiácono de Troyes, França, quando liderou uma peregrinação à Terra Santa.
Ele trouxe de volta um pedaço do Santo Sepulcro e fundou um mosteiro em Villacerf que foi chamado de Saint-Sépulcre durante séculos.
Foi canonizado como santo da Igreja Católica, com festa no dia 20 de outubro.